# Dean Pullar
Dean Pullar, född den 11 maj 1973 i Melbourne, är en australisk simhoppare.
Han tog OS-brons i synkroniserade svikthopp i samband med de olympiska simhoppstävlingarna 2000 i Sydney.